# Munidopsis kaiyoae
Munidopsis kaiyoae is een tienpotigensoort uit de familie van de Munidopsidae. De wetenschappelijke naam van de soort is voor het eerst geldig gepubliceerd in 1974 door Baba.